# Fritz Kachler
Friedrich „Fritz“ Kachler (* Jänner 1888 in Wien; † 1973 ebenda) war ein österreichischer Eiskunstläufer, der im Einzellauf startete. Er war der Weltmeister von 1912, 1913 und 1923 sowie der Europameister von 1914 und 1924.

## Leben
Seine erste Podiumsplatzierung erreichte er bei der Eiskunstlauf-Weltmeisterschaft 1911 in Berlin, wo er Dritter hinter Ulrich Salchow und Werner Rittberger wurde. Ein Jahr später in Manchester gewann er seinen ersten Weltmeistertitel, den er 1913 in Wien verteidigte. 1914, bei der letzten Eiskunstlauf-Weltmeisterschaft vor dem Ersten Weltkrieg unterlag er dem Schweden Gösta Sandahl und wurde Vize-Weltmeister. Im gleichen Jahr gewann er allerdings seinen ersten Europameisterschaftstitel vor heimischem Publikum in Wien.
Nach der siebenjährigen Pause wegen des Ersten Weltkrieges kam er 1922 34-jährig zurück und wurde Vize-Weltmeister in Stockholm hinter Gillis Grafström. Ein Jahr später wurde er in Wien sogar noch einmal Weltmeister, vor seinem Landsmann Willy Böckl, den er bereits 1913 auf den zweiten Platz verwiesen hatte. 1924 gewann Kachler mit dem Europameisterschaftstitel in Davos seinen letzten internationalen Titel. Seinen letzten Auftritt hatte er bei den Eiskunstlauf-Weltmeisterschaften 1925 in Wien, bei der er Vize-Weltmeister wurde. Willy Böckl, der ihn zuvor schon bei der Europameisterschaft 1922 geschlagen hatte, triumphierte nun das erste Mal bei einer Weltmeisterschaft über ihn.
Kachler glaubte, dass Sport und Nationalismus nicht vermischt werden sollten und trat deshalb nicht bei Olympischen Spielen an.
Neben seiner sportlichen Laufbahn als Eiskunstläufer und Punktrichter machte er als Maschinenbauingenieur Karriere und wurde in den 1950er Jahren Chef der Österreichischen Eisenbahn für Wien/Niederösterreich. Er verstarb 1973 und wurde im Eisenstädter Familiengrab auf dem Döblinger Friedhof in Wien, neben seiner Frau Margarethe Eisenstädter, beigesetzt.

## Ergebnisse
| Wettbewerb / Jahr               | 1909 | 1910 | 1911 | 1912 | 1913 | 1914 | 1922 | 1923 | 1924 | 1925 |
| ------------------------------- | ---- | ---- | ---- | ---- | ---- | ---- | ---- | ---- | ---- | ---- |
| Weltmeisterschaften             |      |      | 3.   | 1.   | 1.   | 2.   | 2.   | 1.   |      | 2.   |
| Europameisterschaften           |      |      |      |      |      | 1.   | 2.   |      | 1.   |      |
| Österreichische Meisterschaften | 2.   | 1.   | 1.   | 1.   |      |      |      |      |      |      |

## Auszeichnungen (Auszug)
- 1965: Silbernes Ehrenzeichen für Verdienste um die Republik Österreich[1]